# سرنوشت مارتی فاین
سرنوشت مارتی فاین (به انگلیسی: The Destiny of Marty Fine) فیلمی محصول سال ۱۹۹۵ و به کارگردانی مایکل هکر است. در این فیلم بازیگرانی همچون نورمن فل، مایکل ایرون‌ساید، آلن گلفانت، کاترین کینر، جیمز لوگرو، گلن پلامر، جان دیهل، مارک رافلو و کاترین لاناسا ایفای نقش کرده‌اند. 